# کارستن بوش
کارستن بوش (انگلیسی: Carsten Busch؛ زادهٔ ۷ اوت ۱۹۸۰) بازیکن فوتبال اهل آلمان است.
از باشگاه‌هایی که در آن بازی کرده‌است می‌توان به باشگاه فوتبال هانزا روستوک، باشگاه فوتبال دینامو برلینر، و باشگاه فوتبال یونیون برلین اشاره کرد.